# Mihai Costea
Pour les articles homonymes, voir Costea.
Alexandru Mihai Costea (né le 29 mai 1988 à Râmnicu Vâlcea) est un footballeur roumain qui évolue au poste d'attaquant.
Son frère Florin Costea est également footballeur professionnel.

## Carrière
- 2005–2006 :  Râmnicu Vâlcea
- 2006–2011 :  Universitatea Craiova
- 2011– :  Steaua Bucarest

## Palmarès
- 13 sélections et 1 but en équipe de Roumanie espoirs entre 2009 et 2010
- Champion de Roumanie de D2 en 2006 avec l'Universitatea Craiova
- Championnat de Roumanie : 2013 et 2014